# Herzlich lieb hab ich dich, o Herr (Buxtehude)
Pour les articles homonymes, voir Herzlich lieb hab ich dich, o Herr.

Herzlich lieb hab ich dich, o Herr (BuxWV 41), en français Ô Seigneur, je t'aime de tout mon cœur, est une œuvre chorale de Dietrich Buxtehude, basée sur un choral de Martin Schalling, et qualifiée de cantate-choral par Philipp Spitta, soulignant la complexité du traitement de la mélodie originale.
Buxtehude y fait appel à un effectif très étoffé de cinq chanteurs (SSATB), deux violons, deux altos, un violone ou un basson, deux trompettes et basse continue. Les trois strophes du choral sont respectivement confiées au soprano, aux cinq voix ensemble, puis aux cinq voix tour à tour. L'écriture musicale est riche et complexe, selon les mots de Gilles Cantagrel, « les figures métriques s'y renouvellent constamment, et l'harmonie y est intensément expressive, d'une extraordinaire diversification ».

## Discographie
- 6 cantates (BuxWV 78, 62, 76, 31, 41, 15) - Anima Eterna & The Royal Consort, Collegium Vocale, Jos van Immerseel (1994, Channel Classics CCS 7895)
- Cantates sacrées (BuxWV 41, 34, 79, 50, 31, 10) - Cantus Cölln, Konrad Junghänel (1997, Harmonia Mundi HMC 901629)